# Salomon Nahmad
Salomon Nahmad (ur. 14 września 1935 w Meksyku) − meksykański antropolog i archeolog.
Na przełomie lat  70 i 80 - XX wieku odpowiadał w meksykańskim ministerstwie edukacji za kształcenie dzieci indiańskich. Był twórcą programu kształcenia dzieci jednocześnie w języku hiszpańskim jak i plemiennym (w Meksyku było wówczas 56 plemion). Doprowadził do powstania nowych podręczników do nauczania dzieci indiańskich.
Był przyjacielem polskiej pedagog i socjolog Ireny Majchrzak, która na jego zlecenie zajęła się oceną wdrażania nowego systemu edukacji. Efektem jej pracy była słynna książka „Listy do Salomona”.